# Tyler Adams
Tyler Shaan Adams (Wappinger, 14 februari 1999) is een Amerikaans voetballer die doorgaans speelt als middenvelder. In augustus 2023 verruilde hij Leeds United voor Bournemouth. Adams maakte in 2017 zijn debuut in het voetbalelftal van de Verenigde Staten.

## Clubcarrière
Adams speelde in de jeugdopleiding van New York Red Bulls en maakte bij die club ook zijn professionele debuut. Dit deed hij nadat hij in maart 2015 zijn eerste professionele contract had getekend bij de club. Zijn debuut kwam ruim een jaar later, toen met 2–0 verloren werd van San Jose Earthquakes door doelpunten van Fatai Alashe en Chris Wondolowski. Adams mocht van coach Jesse Marsch in de basis beginnen en hij werd in de rust gewisseld voor Sacha Kljestan. Vanaf 2017 kreeg Adams een meer vaste rol in het eerste elftal en in dit jaar maakte hij ook zijn eerste competitiedoelpunten. Tegen D.C. United was hij tweemaal trefzeker, waarmee hij bijdroeg aan de uiteindelijke score: 3–3.
In januari 2019 vertrok Adams transfervrij naar RB Leipzig, waar hij zijn handtekening zette onder een verbintenis voor de duur van vierenhalf jaar. Na één jaar kreeg hij een contractverlenging, waarmee hij tot medio 2025 vast kwam te liggen in Leipzig. Adams werd nooit basisspeler bij de Duitse ploeg, waar hij moest concurreren met onder anderen Marcel Sabitzer, Konrad Laimer, Kevin Kampl en later ook Dani Olmo en Dominik Szoboszlai. Wel debuteerde hij in dienst van RB Leipzig in zowel de Champions League als de Europa League. Hij maakte op 13 augustus 2020 zijn eerste doelpunt in de Champions League. Hij zorgde toen in de 88e minuut voor de 2–1 in de kwartfinale tegen Atlético Madrid, wat ook het winnende doelpunt bleek. Adams behoorde in 2020/21 tot het RB Leipzig dat de DFB-Pokal won, de eerste prijs in de clubhistorie. Hij speelde tijdens dat toernooi zelf de eerste drie speelronden en mocht in de finale tegen SC Freiburg in de verlenging invallen.
In de zomer van 2022 werd Adams voor een bedrag van circa drieëntwintig miljoen euro overgenomen door Leeds United. Hij tekende hier voor vijf jaar. Adams werd hij Leeds wel meteen basisspeler en speelde 24 van de eerste 26 speelronden van 2022/23 van begin tot eind. Een hamstringblessure maakte in maart 2023 een einde aan zijn seizoen. Hij moest zo machteloos toezien hoe Leeds als negentiende eindigde en degradeerde naar de Championship. Hij bleef zelf wel actief op het hoogste niveau, want hij verbond zich in augustus 2023 voor vijf jaar aan Bournemouth. Dat betaalde ruim 25 miljoen euro voor hem aan Leeds.

## Clubstatistieken
| Seizoen | Club               | Competitie          | Competitie | Competitie | Beker | Beker | Internationaal | Internationaal | Totaal | Totaal |
| Seizoen | Club               | Competitie          | Wed.       | Dlp.       | Wed.  | Dlp.  | Wed.           | Dlp.           | Wed.   | Dlp.   |
| ------- | ------------------ | ------------------- | ---------- | ---------- | ----- | ----- | -------------- | -------------- | ------ | ------ |
| 2016    | New York Red Bulls | Major League Soccer | 1          | 0          | 0     | 0     | —              | —              | 1      | 0      |
| 2017    | New York Red Bulls | Major League Soccer | 27         | 2          | 5     | 0     | 3              | 0              | 35     | 2      |
| 2018    | New York Red Bulls | Major League Soccer | 31         | 0          | 1     | 0     | 6              | 1              | 38     | 1      |
| 2018/19 | RB Leipzig         | Bundesliga          | 10         | 0          | 2     | 0     | 0              | 0              | 12     | 0      |
| 2019/20 | RB Leipzig         | Bundesliga          | 14         | 0          | 0     | 0     | 3              | 1              | 17     | 1      |
| 2020/21 | RB Leipzig         | Bundesliga          | 27         | 1          | 4     | 0     | 6              | 0              | 37     | 1      |
| 2021/22 | RB Leipzig         | Bundesliga          | 24         | 0          | 4     | 0     | 9              | 0              | 37     | 0      |
| 2022/23 | Leeds United       | Premier League      | 24         | 0          | 2     | 0     | —              | —              | 26     | 0      |
| 2023/24 | Bournemouth        | Premier League      | 3          | 0          | 1     | 0     | —              | —              | 4      | 0      |
| 2024/25 | Bournemouth        | Premier League      | 9          | 0          | 0     | 0     | —              | —              | 9      | 0      |
| Totaal  | Totaal             | Totaal              | 170        | 3          | 19    | 0     | 27             | 2              | 216    | 5      |

Bijgewerkt op 28 december 2024.

## Interlandcarrière
Adams maakte zijn debuut in het voetbalelftal van de Verenigde Staten op 14 november 2017, toen met 1–1 gelijkgespeeld werd tegen Portugal. Weston McKennie opende nog de score namens de VS maar via Vitorino Antunes werd het gelijk. Adams mocht van interim-bondscoach Dave Sarachan in de basis starten en hij speelde het gehele duel mee. De andere debutanten dit duel waren McKennie (Schalke 04) en Cameron Carter-Vickers (Sheffield United). Zijn eerste doelpunt voor het nationale team maakte Adams tijdens zijn zevende optreden. Hij mocht tegen Mexico in de basis starten en hij speelde het gehele duel mee. Na eenenzeventig minuten tekende hij voor het enige doelpunt van de wedstrijd: 1–0.
In november 2022 werd Adams door bondscoach Gregg Berhalter opgenomen in de selectie van de Verenigde Staten voor het WK 2022. Tijdens dit WK werden de Verenigde Staten door Nederland uitgeschakeld in de achtste finales nadat in de groepsfase gelijkgespeeld was tegen Wales en Engeland en gewonnen van Iran. Adams kwam in alle vier duels in actie. Zijn toenmalige clubgenoten Brenden Aaronson (eveneens Verenigde Staten) en Rasmus Nissen Kristensen (Denemarken) waren ook actief op het toernooi.
Berhalter koos ervoor om Adams ook op te nemen in zijn selectie voor de Copa América 2024. De Verenigde Staten werden uitgeschakeld in de groepsfase na een overwinning op Bolivia (2–0) en nederlagen tegen Panama (2–1) en Uruguay (0–1). Adams speelde in alle wedstrijden mee. Zijn toenmalige clubgenoot Luis Sinisterra (Colombia) was ook actief op het toernooi.
| Interlands van Tyler Adams voor Verenigde Staten | Interlands van Tyler Adams voor Verenigde Staten | Interlands van Tyler Adams voor Verenigde Staten | Interlands van Tyler Adams voor Verenigde Staten | Interlands van Tyler Adams voor Verenigde Staten | Interlands van Tyler Adams voor Verenigde Staten | Interlands van Tyler Adams voor Verenigde Staten |
| №                                                | Datum                                            | Wedstrijd                                        | Uitslag                                          | Competitie                                       | Goals                                            |                                                  |
| Als speler bij New York Red Bulls                | Als speler bij New York Red Bulls                | Als speler bij New York Red Bulls                | Als speler bij New York Red Bulls                | Als speler bij New York Red Bulls                | Als speler bij New York Red Bulls                | Als speler bij New York Red Bulls                |
| ------------------------------------------------ | ------------------------------------------------ | ------------------------------------------------ | ------------------------------------------------ | ------------------------------------------------ | ------------------------------------------------ | ------------------------------------------------ |
| 1                                                | 14 november 2017                                 | Portugal – Verenigde Staten                      | 1 – 1                                            | Vriendschappelijk                                |                                                  |                                                  |
| 2                                                | 28 januari 2018                                  | Verenigde Staten – Bosnië en Herzegovina         | 0 – 0                                            | Vriendschappelijk                                |                                                  |                                                  |
| 3                                                | 27 maart 2018                                    | Verenigde Staten – Paraguay                      | 1 – 0                                            | Vriendschappelijk                                |                                                  |                                                  |
| 4                                                | 2 juni 2018                                      | Ierland – Verenigde Staten                       | 2 – 1                                            | Vriendschappelijk                                |                                                  |                                                  |
| 5                                                | 9 juni 2018                                      | Frankrijk – Verenigde Staten                     | 1 – 1                                            | Vriendschappelijk                                |                                                  |                                                  |
| 6                                                | 7 september 2018                                 | Verenigde Staten – Brazilië                      | 0 – 2                                            | Vriendschappelijk                                |                                                  |                                                  |
| 7                                                | 11 september 2018                                | Verenigde Staten – Mexico                        | 1 – 0                                            | Vriendschappelijk                                | 71'                                              |                                                  |
| 8                                                | 15 november 2018                                 | Engeland – Verenigde Staten                      | 3 – 0                                            | Vriendschappelijk                                |                                                  |                                                  |
| 9                                                | 20 november 2018                                 | Italië – Verenigde Staten                        | 1 – 0                                            | Vriendschappelijk                                |                                                  |                                                  |
| Als speler bij RB Leipzig                        |                                                  |                                                  |                                                  |                                                  |                                                  |                                                  |
| 10                                               | 21 maart 2019                                    | Verenigde Staten – Ecuador                       | 1 – 0                                            | Vriendschappelijk                                |                                                  |                                                  |
| 11                                               | 12 november 2020                                 | Wales – Verenigde Staten                         | 0 – 0                                            | Vriendschappelijk                                |                                                  |                                                  |
| 12                                               | 16 november 2020                                 | Verenigde Staten – Panama                        | 6 – 2                                            | Vriendschappelijk                                |                                                  |                                                  |
| 13                                               | 6 juni 2021                                      | Verenigde Staten – Mexico                        | 3 – 2                                            | Nations League 2019/20                           |                                                  |                                                  |
| 14                                               | 9 juni 2021                                      | Verenigde Staten – Costa Rica                    | 4 – 0                                            | Vriendschappelijk                                |                                                  |                                                  |
| 15                                               | 2 september 2021                                 | El Salvador – Verenigde Staten                   | 0 – 0                                            | WK 2022 kwalificatie                             |                                                  |                                                  |
| 16                                               | 5 september 2021                                 | Verenigde Staten – Canada                        | 1 – 1                                            | WK 2022 kwalificatie                             |                                                  |                                                  |
| 17                                               | 8 september 2021                                 | Honduras – Verenigde Staten                      | 1 – 4                                            | WK 2022 kwalificatie                             |                                                  |                                                  |
| 18                                               | 7 oktober 2021                                   | Verenigde Staten – Jamaica                       | 2 – 0                                            | WK 2022 kwalificatie                             |                                                  |                                                  |
| 19                                               | 10 oktober 2021                                  | Panama – Verenigde Staten                        | 1 – 0                                            | WK 2022 kwalificatie                             |                                                  |                                                  |
| 20                                               | 13 oktober 2021                                  | Verenigde Staten – Costa Rica                    | 2 – 1                                            | WK 2022 kwalificatie                             |                                                  |                                                  |
| 21                                               | 12 november 2021                                 | Verenigde Staten – Mexico                        | 2 – 0                                            | WK 2022 kwalificatie                             |                                                  |                                                  |
| 22                                               | 16 november 2021                                 | Jamaica – Verenigde Staten                       | 1 – 1                                            | WK 2022 kwalificatie                             |                                                  |                                                  |
| 23                                               | 27 januari 2022                                  | Verenigde Staten – El Salvador                   | 1 – 0                                            | WK 2022 kwalificatie                             |                                                  |                                                  |
| 24                                               | 30 januari 2022                                  | Canada – Verenigde Staten                        | 2 – 0                                            | WK 2022 kwalificatie                             |                                                  |                                                  |
| 25                                               | 24 maart 2022                                    | Mexico – Verenigde Staten                        | 0 – 0                                            | WK 2022 kwalificatie                             |                                                  |                                                  |
| 26                                               | 27 maart 2022                                    | Verenigde Staten – Panama                        | 5 – 1                                            | WK 2022 kwalificatie                             |                                                  |                                                  |
| 27                                               | 30 maart 2022                                    | Costa Rica – Verenigde Staten                    | 2 – 0                                            | WK 2022 kwalificatie                             |                                                  |                                                  |
| Als speler bij Leeds United                      |                                                  |                                                  |                                                  |                                                  |                                                  |                                                  |
| 28                                               | 1 juni 2022                                      | Verenigde Staten – Marokko                       | 3 – 0                                            | Vriendschappelijk                                |                                                  |                                                  |
| 29                                               | 5 juni 2022                                      | Verenigde Staten – Uruguay                       | 0 – 0                                            | Vriendschappelijk                                |                                                  |                                                  |
| 30                                               | 14 juni 2022                                     | El Salvador – Verenigde Staten                   | 1 – 1                                            | WK 2022 kwalificatie                             |                                                  |                                                  |
| 31                                               | 23 september 2022                                | Japan – Verenigde Staten                         | 2 – 0                                            | Vriendschappelijk                                |                                                  |                                                  |
| 32                                               | 27 september 2022                                | Saoedi-Arabië – Verenigde Staten                 | 0 – 0                                            | Vriendschappelijk                                |                                                  |                                                  |
| 33                                               | 21 november 2022                                 | Verenigde Staten – Wales                         | 1 – 1                                            | WK 2022                                          |                                                  |                                                  |
| 34                                               | 25 november 2022                                 | Engeland – Verenigde Staten                      | 0 – 0                                            | WK 2022                                          |                                                  |                                                  |
| 35                                               | 29 november 2022                                 | Iran – Verenigde Staten                          | 0 – 1                                            | WK 2022                                          |                                                  |                                                  |
| 36                                               | 3 december 2022                                  | Nederland – Verenigde Staten                     | 3 – 1                                            | WK 2022                                          |                                                  |                                                  |
| Als speler bij Bournemouth                       |                                                  |                                                  |                                                  |                                                  |                                                  |                                                  |
| 37                                               | 21 maart 2024                                    | Verenigde Staten – Jamaica                       | 3 – 2 n.v.                                       | Nations League 2023/24                           |                                                  |                                                  |
| 38                                               | 24 maart 2024                                    | Verenigde Staten – Mexico                        | 2 – 0                                            | Nations League 2023/24                           |                                                  |                                                  |
| 39                                               | 12 juni 2024                                     | Verenigde Staten – Brazilië                      | 1 – 1                                            | Vriendschappelijk                                |                                                  |                                                  |
| 40                                               | 23 juni 2024                                     | Verenigde Staten – Bolivia                       | 2 – 0                                            | Copa América 2024                                |                                                  |                                                  |
| 41                                               | 27 juni 2024                                     | Verenigde Staten – Panama                        | 1 – 2                                            | Copa América 2024                                |                                                  |                                                  |
| 42                                               | 1 juli 2024                                      | Verenigde Staten – Uruguay                       | 0 – 1                                            | Copa América 2024                                |                                                  |                                                  |

Bijgewerkt op 28 december 2024.

## Erelijst
| Competitie                |                    |                    |                    |                    |
| Competitie                | Aantal             | Jaren              |                    |                    |
| New York Red Bulls        | New York Red Bulls | New York Red Bulls | New York Red Bulls | New York Red Bulls |
| ------------------------- | ------------------ | ------------------ | ------------------ | ------------------ |
| MLS Supporters' Shield    | 1                  | 2018               |                    |                    |
| RB Leipzig                |                    |                    |                    |                    |
| DFB-Pokal                 | 1                  | 2021/22            |                    |                    |
| Verenigde Staten          |                    |                    |                    |                    |
| CONCACAF Nations League   | 1                  | 2019/20            |                    |                    |
| Verenigde Staten –20      |                    |                    |                    |                    |
| CONCACAF –20 Championship | 1                  | 2017               |                    |                    |